# Naissance en 1991
Naissance
- 1987
- 1988
- 1989
- 1990
- 1991
- 1992
- 1993
- 1994
- 1995

Les naissances en 1991 concernent les personnalités nées entre le 1er janvier et le 31 décembre 1991.

## Janvier
- 1er janvier : Ayat Al-Qurmezi, poétesse bahreïnienne.
- 2 janvier : Ben Hardy, acteur anglais.
- 3 janvier : Thomas Dufau, matador français.
- 6 janvier : 
  - Daniel Høegh, footballeur danois
  - Šárka Musilová, archère tchèque.
- 7 janvier : 
  - Rəsul Çunayev, lutteur azerbaïdjanais.
  - Clément Grenier, footballeur français.
  - Eden Hazard, footballeur belge.
  - Abdulaziz Ladan Mohammed, athlète saoudien.
  - Roberto Pereyra, footballeur argentin.
  - Caster Semenya, athlète de demi-fond sud-africaine.
- 8 janvier :
  - Nikita den Boer, athlète néerlandaise.
  - Shin Ji-min, chanteuse et rappeuse sud-coréenne membre du groupe AOA.
- 9 janvier : Ruby Soho, catcheuse américaine.
- 10 janvier : Finnegan Oldfield, acteur franco-irlandais.
- 11 janvier : Shweta Basu Prasad, actrice indienne.
- 12 janvier : Pixie Lott, chanteuse britannique.
- 13 janvier : Goo Hara, chanteuse sud-coréenne († 24 novembre 2019).
- 15 janvier : Marc Bartra, footballeur espagnol.
- 16 janvier : Tom van Kalmthout, acteur néerlandais.
- 17 janvier : Lee Ki-seop, chanteur et danseur sud-coréen, membre du groupe U-Kiss.
- 18 janvier : Susanna Eises, joueuse de football internationale namibienne.
- 19 janvier : Erin Sanders, actrice américaine.
- 21 janvier : 
  - Guizmo, rappeur français.
  - Craig Roberts, acteur anglais.
- 23 janvier : Tiên Tiên, chanteuse vietnamienne.
- 24 janvier : Zhan Beleniouk, lutteur et homme politique ukrainien.
- 26 janvier : Nico Mirallegro, acteur anglais.
- 28 janvier : Calum Worthy, acteur, scénariste et producteur canadien.
- 31 janvier : Andrey Shcharbakow, joueur de football biélorusse († 17 décembre 2018).

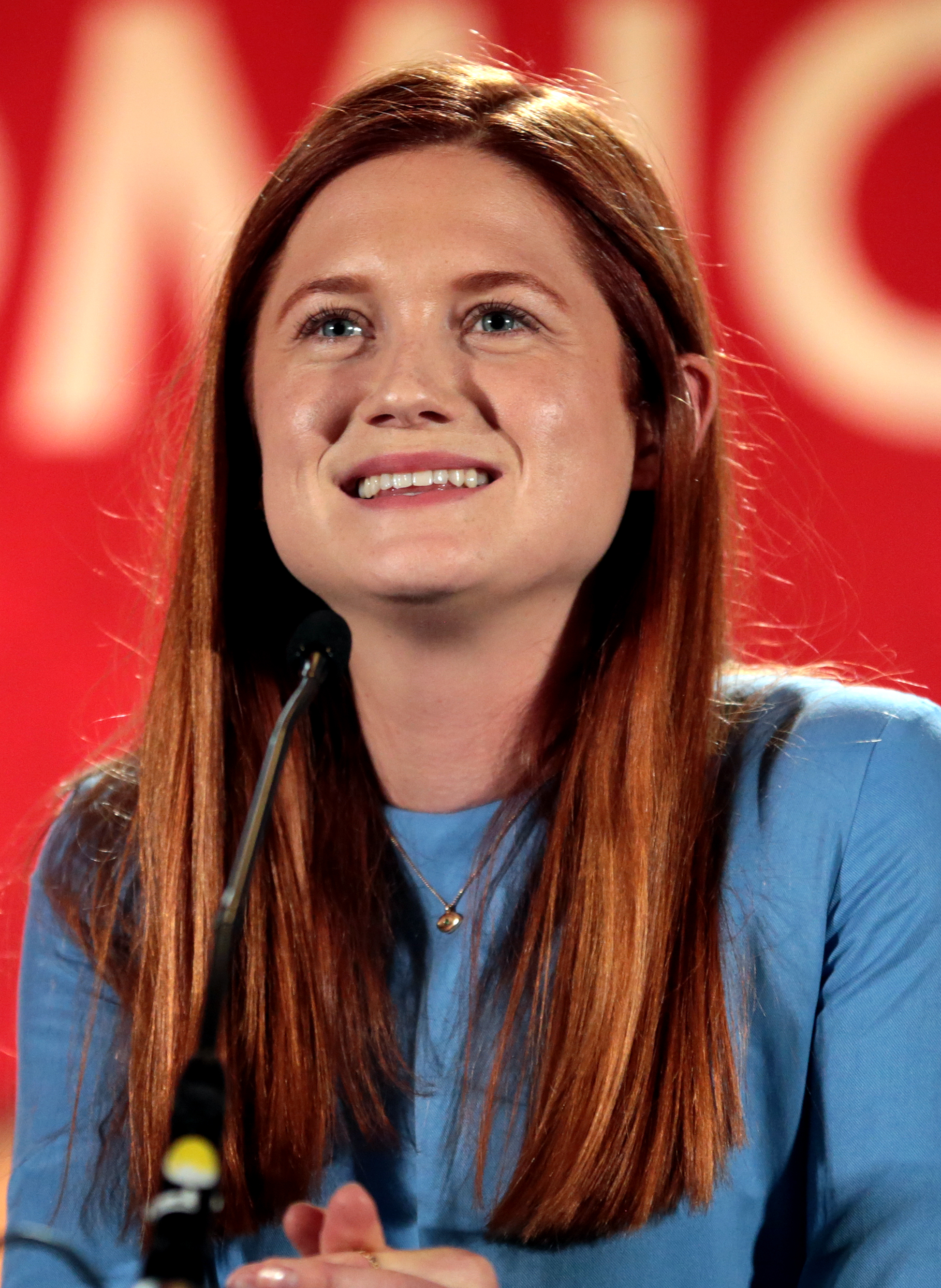
Bonnie Wright.

## Février
- 7 février : Spencer Elden, mannequin américain, connue principalement pour être le le bébé de la Pochette Nevermind de Nirvana.
- Gabbie Hanna, personnalité d'internet et chanteuse américaine
- 8 février : Will Cherry, basketteur américain.
- 10 février :
- Merel Baldé, actrice et chanteuse néerlandais.
- Emma Roberts, actrice américaine.
- 11 février : Maud Bregeon, ingénieure et femme politique française.
- 12 février : 
  - Morgane Ortin, autrice et éditrice française.
  - Earvin Ngapeth, joueur de volley-ball franco-camerounais.
- 13 février : Vianney, chanteur français.
- 14 février : 
  - Pauline Ado, surfeuse française.
  - Karol G, chanteuse colombienne.
- 15 février : Rich Swann, catcheur américain.
- 16 février : Sergio Canales, footballeur espagnol.
- 17 février :
  - Bonnie Wright, actrice britannique.
  - Ed Sheeran, chanteur britannique.
- 20 février : Adam Walker, joueur de rugby britannique  († 4 octobre 2022).
- 21 février : 
  - Riyad Mahrez, footballeur international algérien.
  - Alexandre Iddir, judoka français.
  - Gregory Mertens, footballeur belge († 30 avril 2015).
  - Kim Yong-sun (ou Solar), chanteuse et vidéaste sud-coréenne, membre du groupe Mamamoo.
  - Mohamed Lokmane Hadjidj, footballeur algérien.
- 22 février : 
  - Andrey Kuznetsov, joueur de tennis russe.
  - Mahmoud Sattari, kickboxeur iranien.
- 24 février : 
  - Nicolas Benezet, footballeur français.
  - Melissa Hoskins, coureuse cycliste australienne († 30 décembre 2023).
  - Santa, chanteuse française.

- 25 février : Adrien Tambay, pilote automobile français.
- 26 février : CL, rappeuse sud-coréenne ancienne membre des 2NE1.
- 28 février : Hélène Receveaux, judokate française.

## Mars
- 2 mars : Rehab Ahmed, haltérophile égyptienne.
- 3 mars : Park Cho-rong, chanteuse et actrice sud-coréenne et membre du groupe Apink.
- 4 mars : 
  - Amixem, vidéaste web français.
  - Carles Planas, footballeur espagnol.
  - Vinsky, vidéaste web et entrepreneur français.
- 5 mars : Mathieu Guillon, matador français.
- 6 mars : Tyler, The Creator, rappeur, producteur de disques, réalisateur de clips et acteur américain.
- 8 mars : Devon Werkheiser, acteur américain.
- 11 mars : 
  - Poonam Pandey, actrice indienne.
  - Lin Lin (ou Qian Lin), chanteuse et ex-idole chinoise.
- 13 mars : 
  - François Affolter, footballeur suisse.
  - Kwon Nara, actrice et chanteuse sud-coréenne, anciennement membre du groupe Hello Venus.
- 16 mars : 
  - La Briochée, drag queen, comédienne de doublage, chanteuse et militante pour les droits des personnes trans française.
  - Spencer Kieboom, joueur américain de baseball.
- 20 mars : Alexis Pinturault, skieur alpin français et champions du Monde en 2021.
- 21 mars : 
  - Antoine Griezmann, footballeur français.
  - Arman Soldin, journaliste français († 9 mai 2023).
- 22 mars : Joakim Lindner, footballeur suédois.
- 25 mars : Soukayna El Aouni, taekwondoïste marocaine.
- 28 mars : Camille Courcy, journaliste et réalisatrice française.
- 29 mars : 
  - N'Golo Kanté, footballeur français.
  - Irene, chanteuse, danseuse, mannequin, présentatrice de télévision sud-coréenne et leader du groupe sud-coréen Red Velvet.

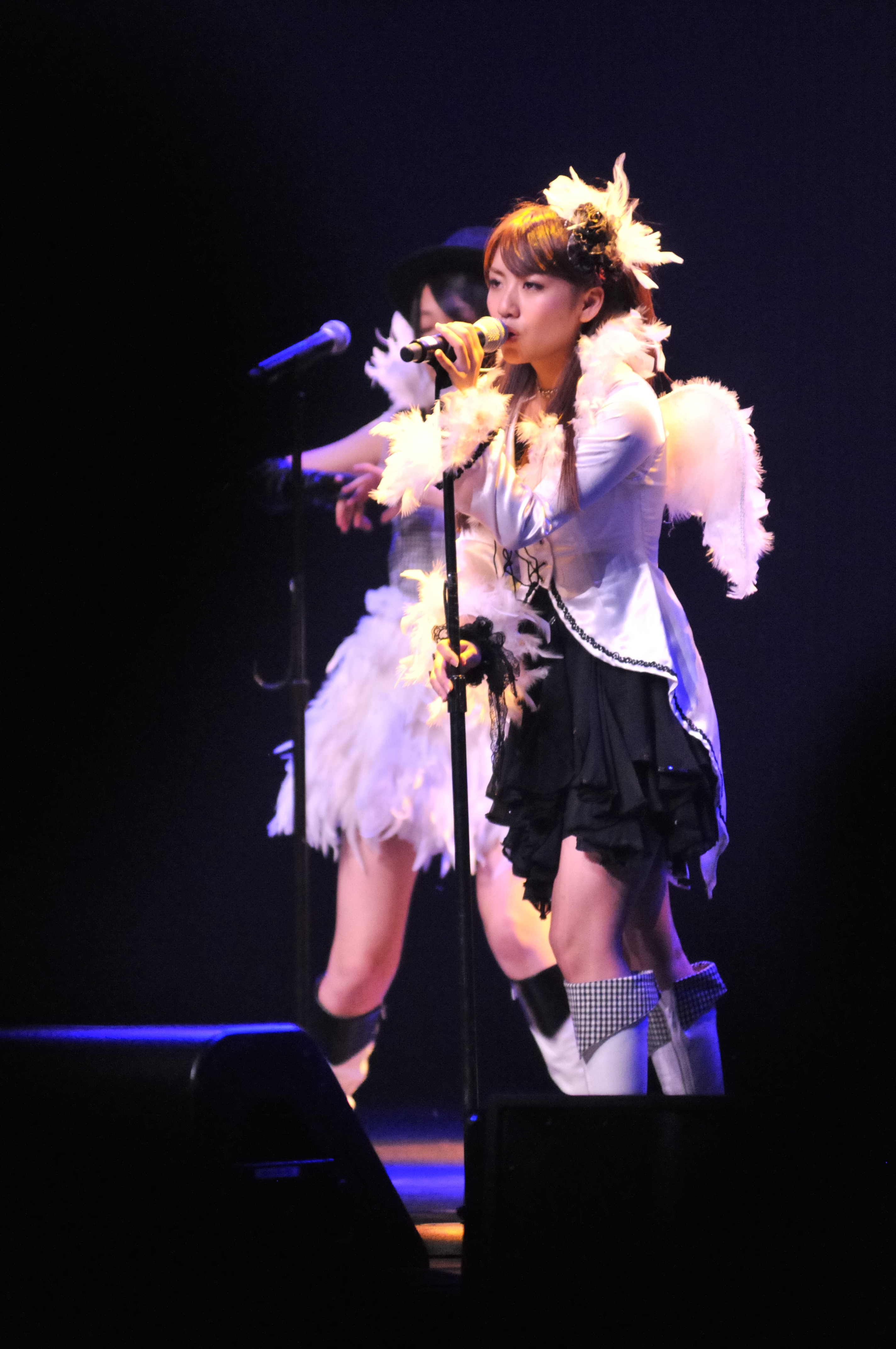
Minami Takahashi

## Avril
- 1er avril : Hugo Grrrl, artiste dragking new-zélandais.
- 4 avril : Jamie Lynn Spears, actrice américaine.
- 6 avril : Alexandra Popp, footballeuse allemande.
- 8 avril : Minami Takahashi, chanteuse japonaise.
- 10 avril : Amanda Michalka, chanteuse américaine.
- 11 avril : 
  - Thiago Alcántara, footballeur espagnol.
  - Cédric Bakambu, footballeur congolais (RDC).
- 12 avril : Mateusz Przybyła, joueur polonais de volley-ball.
- 13 avril :
  - Matthew Borish, acteur américain.
  - Igor Kobzar, joueur de volley-ball russe.
  - Mickaël Lopes Da Veiga, athlète de kick-boxing franco-capverdien.
  - Brankica Mihajlović, joueuse de volley-ball bosnienne.
  - Georgette Sagna, judokate sénégalaise.
  - Daniil Sobtchenko, hockeyeur sur glace russo-ukrainien († 7 septembre 2011).
- 14 avril : 
  - Martín Montoya, footballeur espagnol.
  - Moussa Marega, footballeur malien.
- 15 avril : Javier Fernández, patineur artistique espagnol.
- 20 avril : Siméon Zuyten, rappeur belge.
- 21 avril : 
  - Frank Dillane, acteur anglais.
  - Myriam El Koukho, gymnaste artistique marocaine.
- 22 avril : Capucine Anav, animatrice de télévision française.
- 24 avril :
  - Sigrid Agren, mannequin suédoise.
  - Karolina Kucharczyk, athlète handisport polonaise.
- 27 avril :
  - Isaac Cuenca, footballeur espagnol.
  - Álvaro Vázquez, footballeur espagnol.
  - Lara Gut-Behrami, skieuse suisse.
- 28 avril : Cheslie Kryst, avocate américaine, Miss USA 2019 († 30 janvier 2022).
- 29 avril : Jacob Hannemann, joueur de baseball américain.
- 30 avril : Travis Scott, rappeur américain.

## Mai
- 1er mai : Zach Vincej, joueur de baseball américain.
- 2 mai : 
  - Dadju, chanteur de RnB français.
  - Farruko, chanteur portoricain.
- 3 mai : Carlo Acutis, adolescent italien († 12 octobre 2006).
- 6 mai : Leani Ratri Oktila, joueuse de badminton indonésienne.
- 9 mai : Nobuhle Majika, footballeuse internationale zimbabwéenne.
- 11 mai : 
  - Gata Cattana, rappeuse espagnole († 2 mars 2017).
  - Raphaël Descraques, acteur et scénariste français.
  - Pablo Hernández Rivera, homme politique portoricain et commissaire résident depuis 2025.
- 13 mai : 
  - Scarlett Bordeaux, catcheuse et mannequin américaine.
  - Francis Coquelin, footballeur français.
- 16 mai : 
  - Grigor Dimitrov, joueur de tennis bulgare.
  - Susannah Scaroni, athlète handisport américaine.
- 20 mai : 
  - Erica Fontes, actrice pornographique portugaise.
  - Bastian Baker, chanteur suisse.
- 21 mai : Sarah Ramos, actrice américaine.
- 22 mai : 
  - Gjermund Åsen, footballeur norvégien
  - Darko, vidéaste web français
  - Suho, chanteur sud-coréen et leader du groupe EXO.
  - 24 mai : Lou Lesage, actrice et chanteuse française.
- 26 mai :
  - Amber Bondin, chanteuse maltaise.
  - Maryna Lytovchenko, pongiste handisport ukrainienne.
- 29 mai : Norman Kochanowski, ancien vidéaste et haltérophile allemand, connue pour sa vidéo virale, Angry German Kid.
- 31 mai : Hannah Taunton, athlète handisport britannique.

## Juin
- 1er juin : Taruia Krainer, coureur cycliste franco-tahitien.
- 3 juin : 
  - Ludovic Duée, joueur de volley-ball français.
  - Natasha Dupeyrón, actrice mexicaine.
  - Bruno Uvini, footballeur brésilien.
  - Yordano Ventura, joueur de baseball dominicain († 22 janvier 2017).
- 4 juin :
  - Kay Greidanus, acteur néerlandais.
  - Antoine Guillamon, joueur de rugby à XV français.
  - Lorenzo Insigne, footballeur italien.
  - Kathryn Prescott, actrice britannique.
  - Megan Prescott, actrice britannique.
  - Ben Stokes, joueur de cricket britannique.
  - Sykkuno, vidéaste web et streameur américain.
- 5 juin : 
  - Helin Bölek, chanteuse, militante politique turque († 3 avril 2020).
  - Maéva Coutant, athlète française.
  - Maxime Daniel, coureur cycliste français.
  - Viviane Geppert, animatrice de télévision allemande.
  - Jonathan Nanizayamo, footballeur franco-congolais.
  - Donna Rose, joueuse de rugby à XV galloise.
- 6 juin : Grzegorz Bociek, joueur de volley-ball polonais.
- 7 juin :
  - Glenn Bryce, joueur de rugby à XV écossais.
  - Emily Ratajkowski, mannequin et actrice américaine.
  - Cenk Tosun, footballeur turc.
  - Fetty Wap, rappeur américain.
- 8 juin : James Glasspool, coureur cycliste australien.
- 9 juin : 
  - Ben Lam, joueur de rugby à XV néo-zélandais.
  - Zhou Yang, patineuse chinoise.
- 10 juin : 
  - Janete dos Santos, joueuse de volley-ball angolaise.
  - Pol Espargaró, pilote de vitesse moto espagnol.
  - Juan Jesus, footballeur brésilien.
  - Jetze Plat, cycliste handisport néerlandais.
  - Oksana Shyshkova, fondeuse handisport ukrainienne.
- 11 juin : Emily Diamond, athlète britannique.
- 12 juin : 
  - Cátia Oliveira, pongiste brésilienne.
  - Ray McCallum, Jr., joueur américain de basket-ball.
- 13 juin : 
  - Barbara Bonansea, footballeuse italienne.
  - Aaron Dobson, joueur américain de football américain.
  - Hana Jirickova, mannequin tchèque.
  - Iryna Kindzerska, judokate ukrainienne.
- 14 juin : 
  - Alassane N'Diaye, footballeur franco-sénégalais.
  - Jesy Nelson, chanteuse anglaise et ex-membre du groupe Little Mix.
  - Diandra Tchatchouang, basketteuse française.
- 15 juin : Lamine Diakité, footballeur ivoirien.
- 16 juin : 
  - Tyler Ardron, joueur de rugby à XV canadien.
  - Joe McElderry, chanteur britannique.
  - Matthew Moylan, joueur de rugby à XIII australien.
- 17 juin : 
  - Laurie Dupont, actrice française.
  - Nat Young, surfeur américain.
- 18 juin : 
  - Kai Ko, acteur et chanteur taïwannais.
  - Collin Quaner, footballeur allemand.
- 19 juin : Katrine Veje, footballeuse danoise.
- 20 juin : 
  - Sara Hutinski, joueuse de volley-ball slovène.
  - Kalidou Koulibaly, footballeur franco-sénégalais.
  - Rymer Liriano, joueur de baseball américain.
- 21 juin :
  - Céline Ferer, entraineuse et ex joueuse de rugby française.
  - Lee Min-young (ou Min), chanteuse, parolière et actrice sud-coréenne, ex-membre du groupe Miss A.
  - Gaël Kakuta, footballeur international congolais et français.
  - Jefry Marté, joueur de baseball dominicain.
- 22 juin : 
  - Carlos Huertas, pilote automobile colombien.
  - Marjan Jelenko, coureur du combiné nordique slovène.
  - Hugo Mallo, footballeur espagnol.
  - Aliona Martiniuc, joueuse de volley-ball moldave.
- 23 juin : 
  - Yityish Titi Aynaw, mannequin israélienne.
  - Damien Cook, joueur de rugby à XIII australien.
- 24 juin :
  - Amina Benabderrahmane, lutteuse algérienne.
  - Robin Erewa, athlète allemand.
  - Kim Min-goo, joueur de basket-ball sud-coréen.
  - Rie Kitahara, chanteuse japonaise.
  - Lee Jeong-hyeop, footballeur sud-coréen.
  - Zanele Nhlapo, footballeuse sud-africaine.
- 25 juin : 
  - Mykola Butsenko, boxeur ukrainien.
  - Shōta Iizuka, athlète japonais.
  - Christa Theret, actrice française.
- 26 juin : 
  - Angélique Duchemin, boxeuse française († 29 août 2017).
  - Annie Foreman-Mackey, cycliste canadienne.
  - Andre Gray, footballeur jamaïcain.
  - Rahlir Hollis-Jefferson, joueur de basket-ball américain.
- 27 juin : 
  - Lenart Oblak, biathlète slovène.
  - Juan Carlos Riutort, coureur cycliste espagnol.
- 28 juin : 
  - Artem Pivovarov, chanteur ukrainien.
  - Kang Min-hyuk, chanteur, acteur et musicien sud-coréen, membre du groupe CN Blue.
  - Tom Naylor, footballeur anglais.
- 29 juin : 
  - Édouard Elias, photographe français.
  - Soren Fulton, acteur américain.
- 30 juin : 
  - Paloma, comédien, drag queen et réalisateur français.

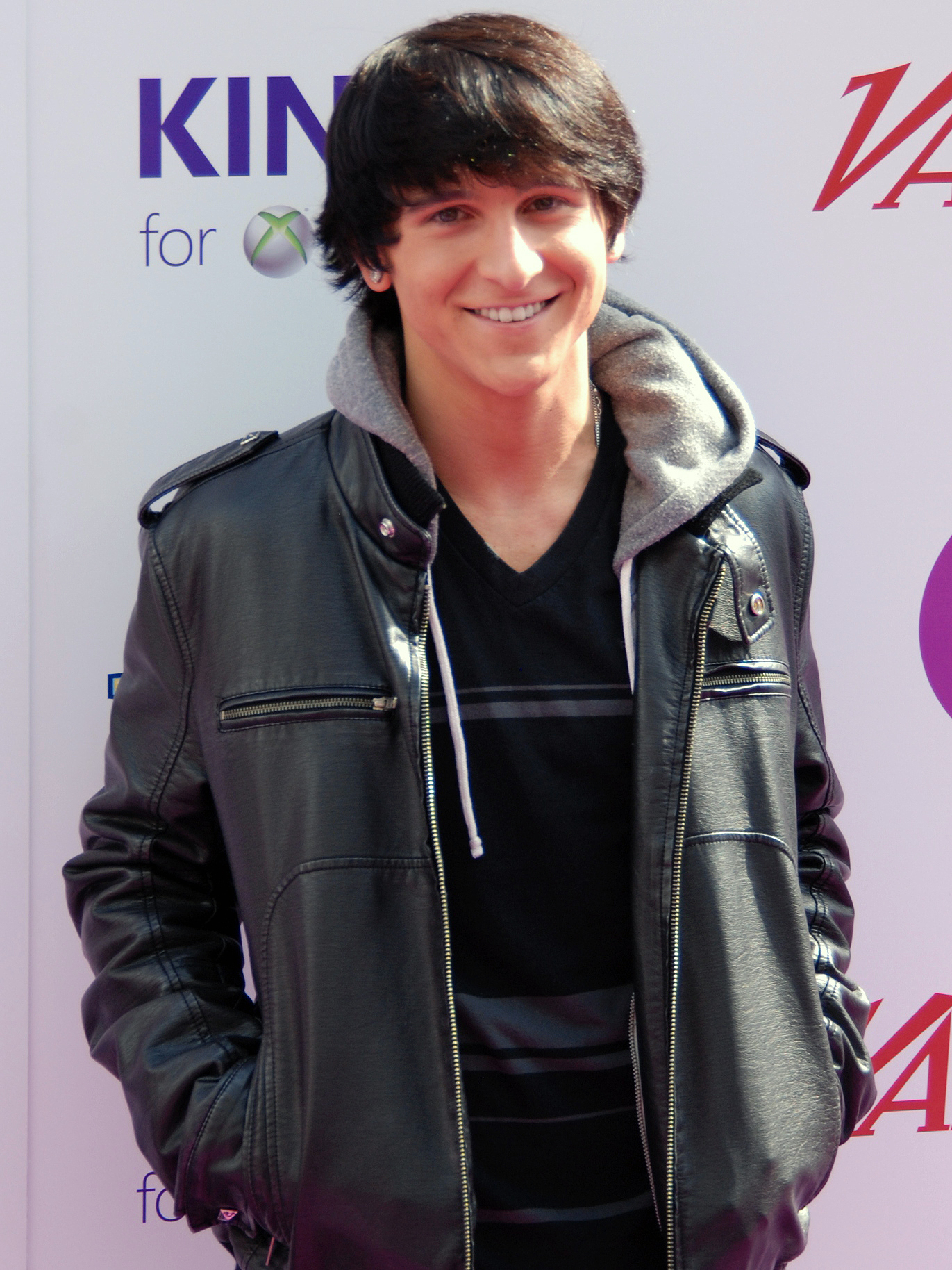
Mitchel Musso.

  - Lukas Werro, céiste suisse.

## Juillet
- 1er juillet : Kev Adams, humoriste et acteur français.
- 2 juillet : 
  - Kim Go-eun, actrice sud-coréenne.
  - Burna Boy, musicien nigérien.
- 3 juillet : 
  - Anastasia Pavlyuchenkova, joueuse de tennis russe.
  - Erik Tønne, footballeur norvégien.
- 4 juillet : Souleymane Cissokho, boxeur français.
- 5 juillet : Jason Dolley, acteur américain.
- 6 juillet : Serge Price, acteur néerlandais.
- 8 juillet : Zhang Miao, pongiste chinoise.
- 9 juillet :
  - Kai Michael Müller, acteur allemand.
  - Mitchel Musso, acteur, chanteur et musicien américain.
- 10 juillet : Atsuko Maeda, chanteuse japonaise.
- 11 juillet : Soufiane Kaddouri, kickboxeur néerlando-marocain.
- 12 juillet : 
  - Pablo Carreño Busta, joueur de tennis espagnol.
  - Erik Per Sullivan, acteur américain.
- 16 juillet : Alexandra Shipp, actrice afro-américain.
- 18 juillet : Mandy Rose, lutteuse professionnelle américaine.
- 21 juillet : Blanco White, auteur-compositeur-interprète britannique.
- 24 juillet : 
  - Jacob Banks, chanteur britannique.
  - Emily Bett Rickards, actrice canadienne.
  - Elliot Rodger, meurtrier incel américain de la Tuerie d'Isla Vista († 23 mai 2014).
  - Lars Sætra, footballeur norvégien.
- 26 juillet : Alice Isaaz, actrice française.
- 30 juillet : 
  - David Carreira, chanteur franco-portugais.
  - Laury Thilleman, Miss France 2011 et présentatrice TV.
- 31 juillet : Kenza Dali, footballeuse française.

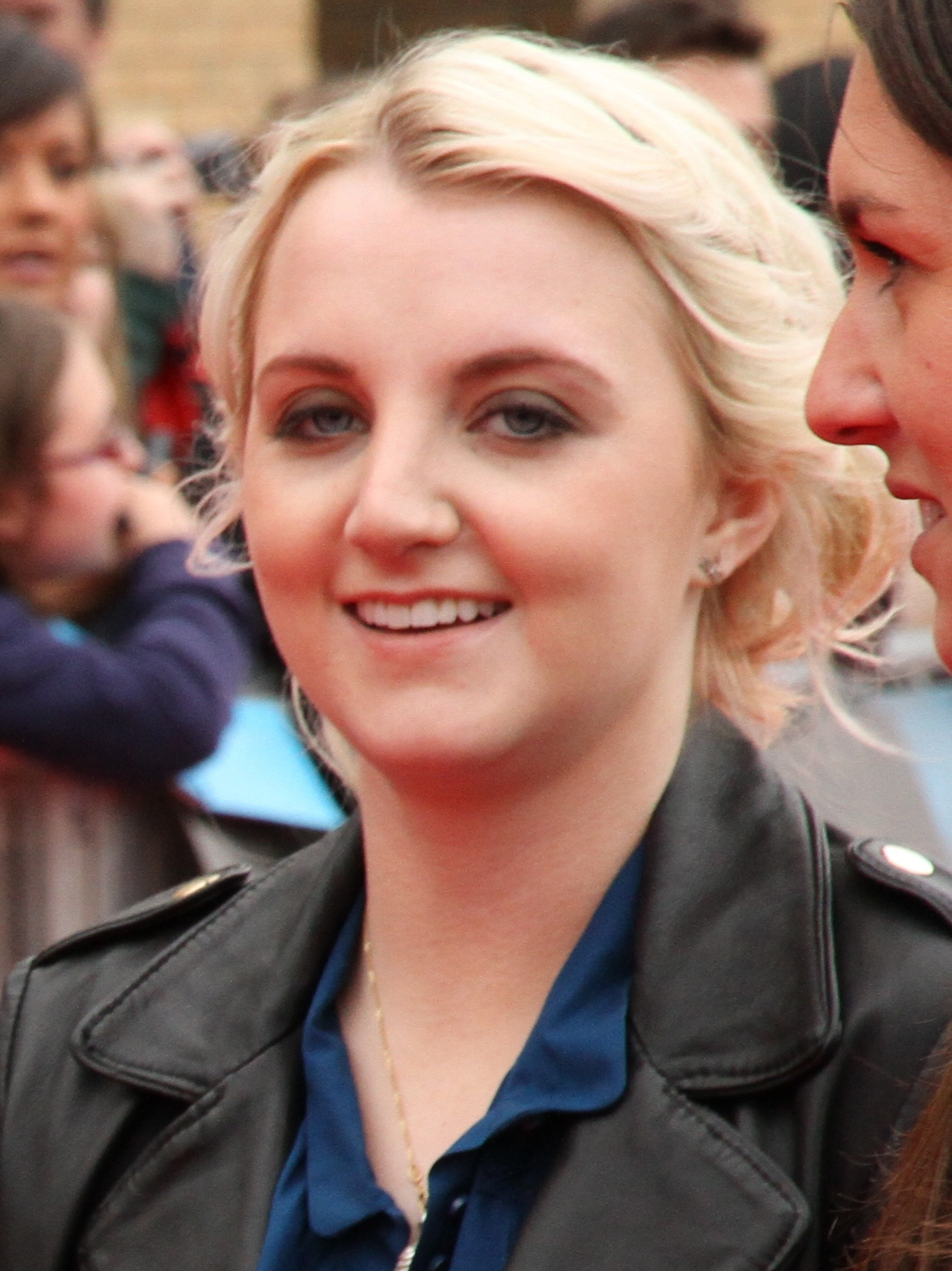
Evanna Lynch.

## Août
- 3 août : Priscilla Gneto, judokate française.
- 5 août :
  - Esteban Gutiérrez, pilote automobile mexicain.
  - Wi Ha-joon, acteur et mannequin sud-coréen.
- 7 août :
  - Lénora Guion-Firmin, athlète française.
  - Luis Salom, pilote de vitesse moto espagnol († 3 juin 2016).
- 9 août : 
  - Alexa Bliss, catcheuse américaine.
  - Ioulia Pavlenko, athlète handisport ukrainienne.
- 10 août : Olivier Dion, chanteur québécois.
- 11 août :
  - Zenaba Dinguest, femme de lettres tchadienne d'expression française.
  - Cristian Tello, footballeur espagnol.
- 12 août : Kiki Mordi, journaliste et documentariste nigériane.
- 13 août : Seyi Akiwowo, activiste pour les droits des femmes nigériane.
- 16 août :
  - Sarah-Jeanne Labrosse, actrice canadienne.
  - Evanna Lynch, actrice irlandaise.
  - Kwon Ri-se, chanteuse coréano-japonaise, anciennement membre du groupe Ladies' Code († 7 septembre 2014)
- 17 août : Austin Butler, acteur et chanteur américain.
- 18 août : 
  - Liz Cambage, basketteuse australienne.
  - Richard Harmon, acteur canadien.
- 24 août : Sinatou Saka, journaliste béninoise.
- 26 août :
  - Marcelo, footballeur brésilien († 28 novembre 2016).
  - Dylan O'Brien, acteur américain.
  - Arnaud Démare, coureur cycliste professionnel.
- 27 août : Justine Dupont, surfeuse française.
- 28 août :
  - Kyle Massey, acteur américain.
  - Samuel Larsen, acteur et chanteur américain.
- 30 août :
- Édouard Detrez, entrepreneur français.
- Mathilde Piton dit Mathou, Cougar de Toulouse.
- 31 août : António Félix da Costa, pilote automobile portugais.

## Septembre
- 4 septembre : Carter Jenkins, acteur américain.
- 5 septembre : Skandar Keynes, acteur britannique.
- 6 septembre : Flora Fischbach, chanteuse française.
- 7 septembre : Namika, chanteuse allemande.
- 8 septembre : 
  - Alexandre Benalla, ex-responsable de sécurité français, principal protagoniste de l'Affaire Benalla.
  - Park So-dam, actrice sud-coréenne.
  - Corina Smith, chanteuse, mannequin et actrice vénézuélienne.
- 9 septembre : Kelsey Chow, actrice américaine.
- 10 septembre : Antoine Armand, homme politique français.
- 12 septembre : Thomas Meunier, footballeur belge
- 13 septembre : Tekiath Ben Yessouf, taekwondoïste nigérienne.
- 14 septembre : Nana, chanteuse sud-coréenne membre du girl group After School.
- 15 septembre : Lee Jung-shin, chanteur, musicien et mannequin sud-coréen, membre du groupe CN Blue.
- 17 septembre : Uche Nwofor, footballeur nigérian.
- 20 septembre : Mehdi Bousaidan, humoriste, improvisateur et scénariste québecois d'origine algérienne.
- 21 septembre : Lerato Kgasago, footballeuse sud-africaine.
- 22 septembre : Pascal Martinot-Lagarde, athlète français.
- 23 septembre : Key, chanteur sud-coréen.
- 24 septembre : Oriol Romeu, footballeur espagnol.
- 25 septembre : Clara Sosa, Miss Grand International 2018.
- 26 septembre : Paul Dummett, footballeur gallois..
- 27 septembre : Flavie Bahuaud, rameuse d'aviron française.
- 30 septembre : Natan Levy, artiste martial mixte franco-israélien.

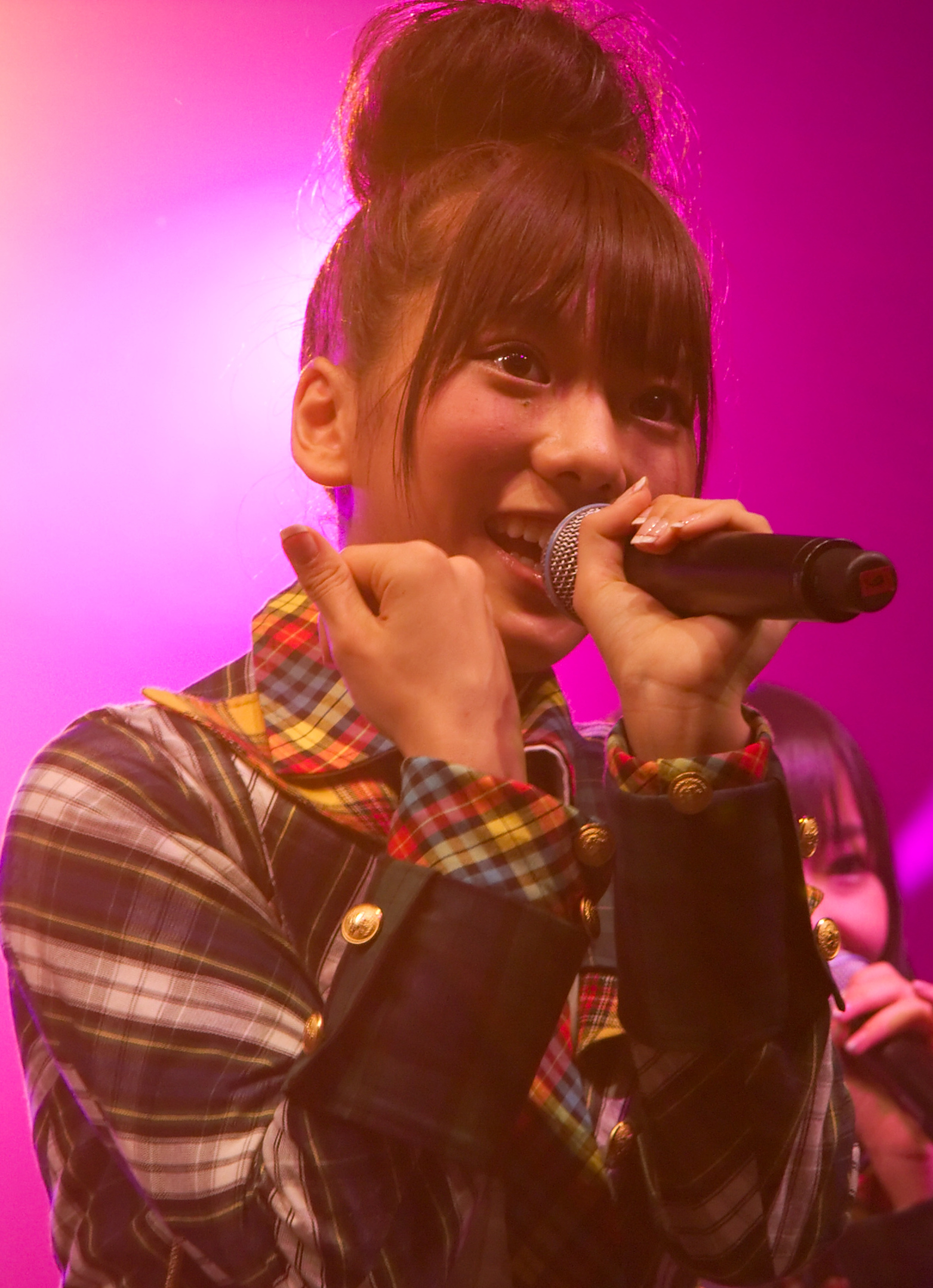
Aki Takajō.

## Octobre
- 1er octobre : 
  - Ambrogio Beccaria, skipper et navigateur italien
  - Mathieu Deplagne, footballeur français.
  - Timothée Kolodziejczak, footballeur français.
- 2 octobre
  - Cam Bedrosian, joueur de baseball américain.
  - Roberto Firmino, joueur de football brésilien.
  - Jean Joseph Parfait, artiste musicien, compositeur et arrangeur burundais.
- 3 octobre :
  - Aki Takajō (高城亜樹), chanteuse japonaise.
  - Adam Plutko, joueur de baseball américain.
- 4 octobre :
- Leigh-Anne Pinnock, chanteuse britannique du groupe Little Mix.
- Erik Sviatchenko, footballeur danois.
- 5 octobre :
  - Jason Buaillon, footballeur français.
  - Arthur Pic, pilote automobile français.
  - Tornike Shengelia, basketteur géorgien.
- 6 octobre : Roshon Fegan, acteur, danseur, chanteur, rappeur et musicien américain.
- 7 octobre : 
  - Lay Zhang, chanteur et danseur chinois du groupe EXO.
  - Nicole Jung, chanteuse américano-coréenne, ex-membre du groupe Kara.
- 8 octobre : Bakermat, platiniste et musicien néerlandais de musique électronique.
- 9 octobre : 
  - Andy Delort, footballeur algérien.
  - Oleksandr Lypovyy, basketteur ukrainien.
- 10 octobre :
  - Michael Carter-Williams, basketteur américain.
  - Gabriella Cilmi, chanteuse australo-italienne.
  - Xherdan Shaqiri, footballeur suisse.
- 11 octobre :
  - Julien Bourdon, joueur français de volley-ball.
  - Giuseppe De Luca, footballeur italien.
  - Jack Garratt, chanteur irlandais.
  - Joel Bitonio, joueur américain de football américain.
  - Jakub Śmiechowski, pilote de vitesse polonais.
  - Lilian Renaud, chanteur français, vainqueur de The Voice saison 4.
- 13 octobre : Trevor Lacey, basketteur américain.
- 14 octobre : Owen Kline, acteur américain.
- 15 octobre : Sayaka Nakaya, chanteuse japonaise.
- 16 octobre :
  - Houssem Tabboubi, footballeur tunisien.
  - Wilfried Yeguete, basketteur français.
- 17 octobre :
  - Brenda Asnicar, actrice, chanteuse et danseuse argentine.
  - Madison Burge, actrice américaine.
  - Agathe Auproux, journaliste et chroniqueuse de télévision française.
- 18 octobre : Tyler Posey, acteur américain.
- 21 octobre :
  - Artur Aleksanyan, lutteur arménien.
  - Aleksandr Bourmistrov, joueur de hockey sur glace russe.
- 22 octobre :
  - Aïssa Mandi, footballeur internationale algérien.
  - Vlora Bedeti, judokate slovène.
- 23 octobre :
  - Mako Komuro, petite-fille de l'empereur Akihito.
  - Marlou van Rhijn, athlète handisport néerlandaise.
- 24 octobre :
  - Tom Adeyemi, footballeur anglais.
  - Bojan Dubljević, basketteur monténégrin.
- 25 octobre : Chido Dzingirai, footballeuse internationale zimbabwéenne.
- 26 octobre : Exaucé Ngambili Ibam, homme politique Congolais.
- 27 octobre : Bryan Craig, acteur américain.
- 28 octobre :
  - Warren Barguil, coureur cycliste français.
  - Lucy Bronze, footballeuse anglaise.
  - Liu Cuiqing, athlète handisport chinoise.
- 29 octobre :
  - Arismendy Alcántara, joueur de baseball dominicain.
  - Anita Blaze, escrimeuse française.
  - Linda Bousbaa, basketteuse française.
  - Aurélie Favre, basketteuse française.
- 30 octobre :
  - Nir Bitton, footballeur israélien.
  - Tomáš Satoranský, basketteur tchèque.

## Novembre

Louis Tomlinson.

- 2 novembre : Marie Darline Exumé, mannequin haïtien.
- 3 novembre : Priscilla Mburu, tireuse sportive kényane.
- 10 novembre : Sabri Alliche, judoka français.
- 11 novembre : Emma Blackery, chanteuse britannique.
- 12 novembre : Ollie Barbieri, acteur anglais.
- 13 novembre : 
  - Yannick Hanfmann, joueur de tennis allemand.
  - Matt Bennett, acteur américain.
- 14 novembre : Graham Patrick Martin, acteur américain.
- 16 novembre : Park Hyung-sik, chanteur et acteur sud-coréen membre du groupe ZE:A.
- 17 novembre : Pierre Hubert Dibombe, boxeur français d'origine camerounaise.
- 18 novembre :
  - Rejoice Kapfumvuti, footballeuse internationale zimbabwéenne.
  - Jung Jin-young, chanteur sud-coréen membre du boys band B1A4.
  - Jana Wargers, cavalière allemande de saut d'obstacle.
- 19 novembre : Serdar Dursun, footballeur international turc.
- 24 novembre : Baghdad Bounedjah, footballeur international algérien.
- 25 novembre : Woo Sung-hyun (ou Kevin Woo), chanteur, acteur et animateur télévisé américain, membre du groupe U-Kiss.
- 26 novembre : Omara Durand, athlète handisport cubaine.
- 26 novembre : Houda Darwich, écrivaine algérienne.
- 29 novembre : Terunofuji Haruo, lutteur de sumo originaire de Mongolie.
- 30 novembre : Romain Filstroff, vidéaste et vulgarisateur linguiste français.

## Décembre
- 2 décembre : Charlie Puth, chanteur, compositeur et musicien américain.
- 3 décembre :
  - Simon Desthieux, biathlète français
  - Deng Xuemei, haltérophile chinoise
- 4 décembre : Lomepal, rappeur français
- 6 décembre : Andréa Fileccia, footballeur belgo-italien.
- 9 décembre : 
  - Choi Minho, chanteur, danseur, acteur, mannequin et parolier sud-coréen.
  - PnB Rock, rappeur, chanteur et auteur-compositeur américain († 19 septembre 2022).
- 10 décembre : Rita Keszthelyi, joueuse hongroise de water-polo.
- 12 décembre : Aasiya Kazi, actrice indienne.
- 19 décembre :
  - Jorge Blanco, acteur et chanteur mexicain.
  - Edwin Jackson, joueur américain de football américain († 4 février 2018).
- 21 décembre : Niko Bogojevic, catcheur américain.
- 22 décembre : 
  - Maja Jager, archère danoise.
  - Răzvan Martin, haltérophile roumain.
  - Marine Sansinena, céiste française.
- 24 décembre : Louis Tomlinson, chanteur britannique, membre des One Direction.
- 27 décembre :
  - Danny Wilson, footballeur international écossais.
  - Jimmie Sherfy, joueur de baseball américain.
- 28 décembre : Cory Burke, footballeur jamaïcain.

## Date inconnue
- Loubna Mrie, militante syrienne pour les droits civiques.
- Nimdoma Sherpa, alpiniste népalaise.
- Nahre Sol, compositrice, pianiste et YouTubeuse coréenne américaine.
- Aleksandra Šuklar, percussionniste slovène.